# Salvatore Mannino
Salvatore Mannino (ur. 30 maja 1991) – włoski zapaśnik walczący w stylu wolnym i judoka. W zawodach zapaśniczych zajął 44 miejsce na mistrzostwach świata w 2015. Ósmy na igrzyskach śródziemnomorskich w 2013. Wicemistrz śródziemnomorski w 2011 roku.